# Passato sanguigno
Passato sanguigno (Blood Will Tell) è un film muto del 1917 diretto da  Charles Miller, presentato e supervisionato da Thomas H. Ince.

## Trama
Ultimo rampollo di una nota famiglia di finanzieri di Wall Street, Samson Oakley III viene ingiustamente espulso da scuola. Le sue disgrazie non sono finite: innamorato di una ballerina, si sposa venendo diseredato dal padre. Il finanziere è oggetto di un complotto che vuole rovinarlo, approfittando della sua assenza da Wall Street. Il figlio riesce ad aprire la cassaforte nell'ufficio del padre e a portare via i suoi documenti. Al ritorno di Oakley II, questi scopre che Samson lo ha salvato: lo riprende in casa insieme alla moglie e la famiglia si ricompone.

## Produzione
Il film fu prodotto dalla Kay-Bee Pictures e dalla New York Motion Picture.

## Distribuzione
Distribuito dalla Triangle Distributing, il film - presentato da Thomas H. Ince - uscì nelle sale cinematografiche USA il 18 marzo 1917, in Italia nel 1918.